# جيش المؤمل
جيش المؤمل أو «المقاومة الإسلامية في العراق والشام» مجموعة إسلامية شيعية عراقية بقيادة سعد سوار الجبوري حاربت في الحرب الأهلية السورية والحرب الأهلية العراقية. تشكلت كفصيل منشق عن التيار الصدري، جيش المؤمل مدعوم من إيران وزُعم أن رئيس الوزراء السابق نوري المالكي يدعمها.

## المنظمة والأيديولوجيا
يقع مقره في مدينة الشعلة، بغداد حيث هناك من تم تجنيدهم، وكان سابقا من أهم قيادات جيش المهدي.

## سعد سوار
من سكان منطقة الشعلة، وكان من قادة جيش المهدي، ذُكرَ أنه شارك في التطهير الطائفي في صَوب الكرخ في عامي 2006 و2007، وُجّهت له 200 تهمة بالقتل، ولم تعتقله القوات العراقية، فاعتقله جيش الاحتلال الأمريكي، وظلّ مسجوناً حتى سنة 2011 حين هرب من السجن، وتوجّهَ إلى إيران حيث تدرّبَ هناك، ثم عاد إلى العراق ثم توجّهَ إلى سورية.